# 도조 (건축)

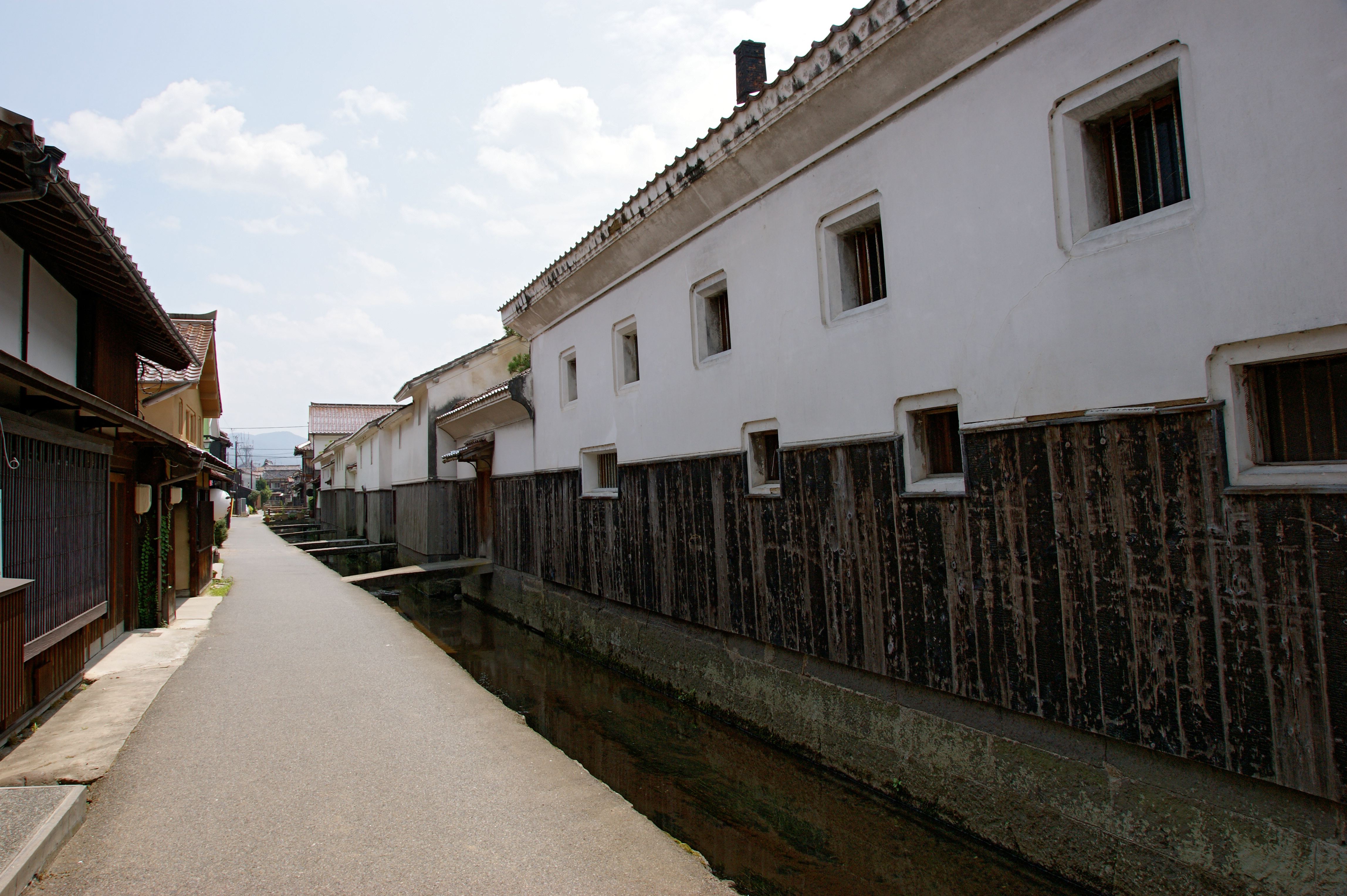
중요 전통적 건조물군 보존지구로 지정된 우쓰부키타마가와 도조군.

도조(일본어: 土蔵)는 일본의 전통 건축양식 중 하나로, 목골로 건물을 짓고 외벽을 회반죽으로 마감한 것이다. 일상적으로는 쿠라(일본어: 蔵)라고 불린 경우가 많으며, 이 양식으로 만들어진 건물은 도조츠쿠리(土蔵造り), 쿠라츠쿠리(蔵造り)라고 한다. 도조츠쿠리는 방화, 방습 기능을 이용해 미곡창, 술창고, 보관고 등으로 사용되었고, 보관고와 점포를 겸해서 지어지기도 했다. 점포, 주거를 겸한 일종의 주상복합은 미세쿠라(見世蔵)라고 하여 창고로서만 지어진 것과 분화되어 발전하였다.
도조의 기원운 분명하지 않다. 중세부터 마치야와 함께 지어졌다. 근세 들어 조총이 전래되면서 성곽에도 방화, 방탄을 위한 회반죽 오오카베(大壁) 기술이 사용되어 두께 30 cm 이상의 두꺼운 벽이 만들어졌다. 이렇게 성곽 건축에서 발전된 기술이 에도시대 이후 화재, 도난 방지를 위해 민수용으로 활용되었고, 나중에는 부유함의 상징이 되기도 했다. 메이지 시대 이후에는 회반죽 대신 모르타르를 발라 서양식으로 마무리하기도 했다.